# Ellen Johansson
Ellen Kristina Maria Johansson, född 4 april 1912 i Värnamo socken, Jönköpings län, död där 15 oktober 1989, var en svensk missionär och barnmorska för Svenska Missionsförbundet.

## Biografi
1935–1938 genomgick Johansson en sjuksköterskeutbildning i Falun och 1939–1941 Teologiska seminariet i Lidingö. 1944 bedrev hon språkstudier.
Johansson avskiljdes till missionär för Svenska Missionsförbundet 13 maj 1944 och avreste den 18 maj samma år till dåvarande Belgiska Kongo (nuvarande Demokratiska Republiken Kongo). Efter 4 års vistelse återvände hon till Europa för kompletterande utbildning i bland annat tropisk medicin, samt avlade barnmorskeexamen 1951. Hon var fortsatt verksam som missionär i Kongo in på 1970-talet.

## Familj
Ellen Johanssons föräldrar var lantbrukaren Johan Alfred Svensson och dennes hustru Hilma Elisabet Svensson i Värnamo.